# Juan Antonio de Careaga y Andueza
Juan Antonio de Careaga y Andueza (Bilbao, 28 de setembre de 1904 - Biarritz, març de 1964)fou un polític nacionalista basc.

## Biografia
Es llicencià en dret i fou professor a la Universitat Mercantil de Deusto. A les eleccions generals espanyoles de 1933 fou elegit diputat per Bilbao pel Partit Nacionalista Basc. Quan esclatà la guerra civil espanyola fou comissari d'ordre públic de la Junta de Defensa de Guipúscoa en substitució de Telesforo de Monzón, però en va dimitir com a protesta per l'assalt de la presó d'Ondarreta (Sant Sebastià) per milicians del Front Popular (30 de juliol de 1936). Després fou nomenat Director General de Justícia del Govern d'Euzkadi, i després de la caiguda de Bilbao en mans feixistes (1937) fou nomenat cònsol de la Segona República Espanyola a Liverpool.
En acabar la guerra va marxar a l'exili. Va col·laborar amb el govern basc i la República Espanyola en l'exili fins a la fi de la Segona Guerra Mundial quan es va establir en Biarritz, on va exercir d'advocat i regentà una llibreria.